# Archidiocèse de Crotone-Santa Severina
L'archidiocèse de Crotone-Santa Severina (en latin : Archidioecesis Crotonensis-Sanctae Severinae ; en italien : Arcidiocesi di Crotone-Santa Severina) est un archidiocèse de l'Église catholique en Italie, suffragant de l'archidiocèse de Catanzaro-Squillace et appartenant à la région ecclésiastique de Calabre.

## Territoire
Il est situé dans la province de Crotone et dans une partie de la province de Catanzaro, cette dernière province étant partagées par l'archidiocèse de Catanzaro-Squillace et le diocèse de Lamezia Terme. Son territoire a une superficie de 18 885 km2 divisé en 82 paroisses regroupées en 7 archidiaconés. Le siège archiépiscopal est à Crotone où se trouve la cathédrale de l'assomption. La cathédrale de Santa Severina dédiée à sainte Anastasie d'Illyrie est l'ancien siège de l'archidiocèse de Santa Severina.
Dans l’archidiocèse se trouvent également quatre anciennes cathédrales : l’église Saint Michel Archange à Belcastro, l’église de l'assomption d'Isola di Capo Rizzuto, l’église des Saints Pierre et Paul à Strongoli et l’église Saint Donat à Umbriatico. Il reste quelques ruines de la cathédrale de San Théodore de Cerenzia tandis que rien ne reste de la cathédrale de saint Léon de Scandale.

## Histoire
L'archidiocèse actuel est le résultat de l'union de l'archidiocèse de Santa Severina et du diocèse de Crotone par le décret Instantibus votis de la congrégation pour les évêques du 30 septembre 1986.

### Archidiocèse de Santa Severina
La première mention du siège de Santa Severina se trouve dans la Notitia Episcopatuum écrite par l'empereur byzantin Léon VI (886-912) datée du Xe siècle. Selon Vitalien Laurent, la fondation du siège métropolitain byzantin d'Aghia Severina pourrait se situer entre 885 et 886, au moment même où la ville est déchirée des Byzantins aux Arabes. La même Notitia Episcopatuum attribue à Santa Severina quatre diocèses suffragants : Gallipoli, Cerenzia (it), Umbriatico (it), Isola (it). D'autres diocèses viendront s'ajouter au fil des siècles : Belcastro (XIIe siècle), Strongoli (it) (XIIe siècle), San Leone (it) (XIIIe siècle) et Cariati (XVe siècle).
Les inscriptions épigraphiques mettent en évidence l'existence de deux archevêques. Dans le baptistère de la cathédrale se trouve le nom de Jean, premier archevêque de Santa Severina, qui fait construire la cathédrale vers 895, parallèlement à l'érection de l'archidiocèse. Dans la "vieille" cathédrale, construite au XIe siècle, se trouve le nom de l’archevêque Ambrogio, promoteur du nouveau bâtiment en 1036, qui fut cathédrale jusqu’en 1274. [9] La vie de saint Nil mentionne deux autres archevêques, Stefano I et Blattone, vivant dans la seconde moitié du Xe siècle, tandis que des sources documentaires byzantines attestent l’existence des archevêques Basilio en 997 et Jean II en 1032. Le dernier archevêque avant la fin de la domination byzantine est un anonyme qui, en 1076, est témoin de la chute de Santa Severina aux mains des Normands et qui s'enfuit à Constantinople.
Avec l'arrivée des Normands, l'archidiocèse passe progressivement au rite latin. La présence du rite byzantin et de ses traditions se poursuit même lors de la papauté d’Innocent III (début du XIIIe siècle), où les chanoines de la cathédrale byzantine sont exemptés des lois canoniques relatives au célibat. Par une bulle du 22 mars 1183, le pape Lucius III confirme à l'archevêque Meleto les privilèges des anciens évêques donnés par les ducs normands et énumère tous les biens et avoirs, entérine ses droits métropolitains sur les églises d'Umbriatico, Strongoli, Cerenzia, Belcastro et Isola, et lui accorde l'utilisation du pallium.
Parmi les archevêques du XIIIe siècle, figure en particulier Roger de Stefanuzia (1273-1295), qui construit l'actuelle cathédrale de Santa Severina à la place de celle érigée par Ambrogio en 1036. Il se distingue par son soutien armé à la faction Angevine contre les Aragonais dans la lutte après les vêpres siciliennes pour la domination sur la Calabre, avec son frère Lucifer, évêque d'Umbriatico ; Il est transféré à Cosenza en 1295 et trouve la mort sur le champ de bataille. Au XVIe siècle, Giovanni Battista Orsini participe au concile de Trente et fut chargé de la rédaction des canons concernant le mariage. Son successeur, Giulio Antonio Santorio, aide à résoudre le problème des fidèles de rite byzantin et créé le séminaire diocésain de Santa Severina. En 1571, toujours sous son épiscopat, le diocèse de San Leone est supprimé et son territoire est ajouté à l'archidiocèse. Francesco Antonio Santoro (1573-1586) organise pour la première fois deux synodes provinciaux auxquels participent les évêques suffragants.
Le 27 juin 1818, par la bulle De utiliori du pape Pie VII, le diocèse de Belcastro est supprimé et son territoire uni à celui de l'archidiocèse de Santa Severina. Après d'autres suppressions, la province ecclésiastique ne comprend que le diocèse de Cariati.
Le 6 janvier 1952, par la bulle Romanis Pontificibus du pape Pie XII, la province ecclésiastique de Santa Severina est supprimée et soumis immédiatement au Saint-Siège, tandis que Cariati devient suffragant du siège métropolitain de Reggio Calabre.

### Diocèse de Crotone
Le diocèse de Crotone est érigé dans les temps anciens. Selon la tradition, l'évangélisation du territoire est l'œuvre de Denys l'Aréopagite, disciple de saint Paul vers la fin du Ier siècle. Des indices historiques semblent attester l’existence du diocèse déjà à la fin du Ve siècle, avec l’évêque Maiorico mentionné par le pape Gélase Ier dans ses lettres, mais où le lieu d’appartenance n’est toutefois jamais indiqué. Le premier évêque identifié avec certitude est Giordano qui, en 551, est à Constantinople avec le pape Vigile dans la question controversée des Trois Chapitres. Plus tard, le diocèse est mentionné à plusieurs reprises dans l'épistolaire de Grégoire le Grand, qui indique clairement qu'en 592 le siège est vacant à la suite du décès de son évêque et que le pape intervient pour que le peuple de Crotone élise un nouvel évêque avec l'aide par Giovanni di Squillace.
Comme l'atteste l'épistolaire de Grégoire le Grand, la Calabre n'a pas de siège métropolitain ; bien qu'en 556, Crotone est politiquement soumis à l'empire byzantin, il dépend du point de vue ecclésiastique du patriarcat de Rome. À partir de la première moitié du VIIIe siècle, à la suite des controverses sur l'iconoclasme, la Calabre est soustraite de la juridiction de Rome et soumise au patriarcat de Constantinople (aux environs de 732) par l'empereur Léon III l'Isaurien. C'est dans ce contexte que le diocèse adopte le rite byzantin comme l'atteste la Notitia Episcopatuum écrite par l'empereur byzantin Léon VI (886-912).
À l'époque byzantine, plusieurs évêques de Cortone participent à des conciles, l'évêque Pierre au concile de Rome de 680, Théotimus au deuxième concile de Nicée de 787 et Nicéphore au quatrième concile de Constantinople de 869-870. Au cours de la lutte iconoclaste, Crotone devient un refuge providentiel pour les moines qui fuient de l'Orient. À la suite de la construction du siège archiépiscopal de Santa Severina et de ses suffragants, le territoire du diocèse est réduit à celui de la seule ville et des hameaux environnants. Au Xe siècle, le diocèse subit de plus en plus d'incursions d'Arabes venant de la Sicile voisine ; dans l'un de ces raids, l'évêque trouve la mort, tué dans sa cathédrale où il s'était réfugié.
Vers 1060, la ville de Crotone est conquise par les Normands, ce qui donne lieu à une latinisation progressive du diocèse. Cependant, le rite byzantin reste en usage pendant deux siècles ; les évêques Athanase et Philippe sont certainement des Grecs. En 1217, l'évêque Giovanni obtient du pape Honorius III qu'il puisse célébrer en latin ou en grec. En 1221, il est chargé de réformer les monastères byzantins du diocèse, qui s'était progressivement délabré après l'arrivée des Normands. En 1264, l'évêque Nicola da Durazzo est choisi par le pape pour une mission à Constantinople pour sa connaissance du grec. En 1122, le pape Calixte II se rend à Crotone et y organise un synode parmi les évêques de Calabre.
À partir du XIVe siècle, le diocèse connaît une période de crise et de décadence, avec une fiscalité exagérée, une arrogance impunie des barons, des délits de bandits, des actes de piraterie. Les évêques de qualité ne manquent pas : Antonio Lucifero (1508-1521) qui reconstruit la cathédrale et restructure le palais épiscopal, Cristóbal Berrocal (1574-1578) qui installe un mont-de-piété à ses frais; Girolamo Carafa (1664-1683) qui fonde le séminaire diocésain en 1664 et qui tient un synode l'année suivante. Avant le XIXe siècle, quatre autres synodes sont célébrés, en raison de la nécessité de réformer le clergé et la discipline, comme le signale l'évêque Giuseppe Capocchiani dans son rapport à l'occasion de la visite ad limina de 1775.
Le 27 juin 1818, le diocèse d'Isola est supprimé par la bulle De utiliori et son territoire est rattaché à celui du diocèse de Crotone. En 1845, l'évêque Leonardo Todisco Grande (1834-1849) annonce un autre synode, dans lequel les prêtres sont tenus d'observer les décisions du concile de Trente, signe que trois siècles plus tard les réformes n'étaient pas encore accomplies. De 1925 à 1946, Crotone est uni in persona episcopi avec l'archidiocèse de Santa Severina, union qui se termine par la nomination de Pietro Raimondi.

### Archidiocèse de Crotone-Santa Severina
Le 21 décembre 1973, Giuseppe Agostino est nommé archevêque de Santa Severina, évêque de Crotone et évêque de Cariati unissant ainsi les trois sièges in persona episcopi. L'union avec Cariati dure jusqu'en 1979. Le 4 avril 1979, par la bulle Quo aptius du pape Jean-Paul II, le diocèse de Cariati cède le territoire des municipalités de la province de Catanzaro, y compris les anciennes cités épiscopales de Cerenzia, Umbriatico et Strongoli, au diocèse de Crotone, qui à son tour cède la paroisse de San Leonardo di Cutro à l’archidiocèse de Santa Severina.
Le 30 septembre 1986, avec le décret Instantibus votis de la congrégation pour les évêques, les deux sièges de Santa Severina et de Crotone, déjà unis in persona episcopi depuis 1973, sont pleinement unit et la circonscription ecclésiastique prend son nom actuel en préservant le titre d'archevêque ayant appartenu au bureau de Santa Severina. L'archidiocèse reste suffragant avec l'archidiocèse de Reggio Calabria, rebaptisé en même temps archidiocèse de Reggio Calabria-Bova.
Entre 1988 et 1989, le premier synode est célébré après l’union des deux sièges épiscopaux. Le 12 mars 1988, le pape Jean-Paul II confirme, avec la lettre apostolique Croton Urbs, que Notre-Dame de Capocolonna est la principale protectrice de l'archidiocèse. Le 30 janvier 2001, l'archidiocèse entre dans la province ecclésiastique de l'archidiocèse de Catanzaro-Squillace par la bulle Maiori Christifidelium du pape Jean-Paul II.

## Sources
- (en) Catholic-Hierarchy

- (it) Cet article est partiellement ou en totalité issu de l’article de Wikipédia en italien intitulé « Arcidiocesi di Crotone-Santa Severina » (voir la liste des auteurs).

### Articles liés
- Sanctuaire Notre-Dame de Capo Colonna (it)
- Liste des diocèses et archidiocèses d'Italie
- Église catholique en Italie